# (32847) 1992 JO3
1992 JO3 (asteroide 32847) é um asteroide da cintura principal. Possui uma excentricidade de 0.16624150 e uma inclinação de 1.91061º.
Este asteroide foi descoberto no dia 1 de maio de 1992 por Henri Debehogne em La Silla.